# A-1 Pictures
A-1 Pictures Inc. (株式会社エー・ワン・ピクチャーズ, Kabushiki-gaisha Ē Wan Pikuchāzu) é um estúdio de animação japonês, filial da empresa de produção da Sony, Aniplex.

## História
O estúdio foi criado pela divisão de animações da Sony, Aniplex, no dia 9 de Maio de 2005, para animar suas séries de anime e suas produções. Em 2006, co-produziu uma produção original, Zenmai Zarumai, e em outubro do mesmo ano, estabeleceu um estúdio em Asagaya. No ano seguinte, 2007, o estúdio produziu sua primeira série, Okiku Furikabutte. 
O estúdio foi fundado originalmente para dirigir produções de algumas séries da Aniplex voltadas para família, desde então, o estúdio vem crescendo e se expandido, envolvendo uma grande mídia e produções de animes, além de outras atividades.
O estúdio também vem se expandindo em escala internacional, participando de eventos de convenções internacionais, como Anime Expo 2007 (AX 2007), em Long Beach, Califórnia.

## Trabalhos

### Animes
- Zenmai Zamurai (2006-2010)

- Okiku Furikabutte (2007)

- Robby & Kerobby (2007)
- Gekijoban Namisuke (2007)

- El Cazador de La Bruja (2007)

- Persona –trinity soul– (2008)
- Persona 4 (2008)

- Tetsuwan Birdy: Decode (2008)

- Kannagi (2008)
- Takane no Jitensha (2008)

- Kuroshitsuji (2008)

- Valkyria Chronicles (2009)

- Fairy Tail (Co-produção com Satelight, 2009- 2013)

- Kuroshitsuji II (2010)

- Working!! (2010)

- Sora No Woto (2010)

- Zadanhoujin Occult Designer Kakuin (2010)

- Senkou no Night Raid (2010)
- Za Uchu Sho (2010)

- Uta No Prince-sama: Maji Love 1000% (2011)

- Ano Hi Mita Hana no Namae o Bokutachi wa Mada Shiranai (2011)

- Ao no Exorcist (2011)

- Black Rock Shooter (em parceria com o estúdio Order, 2011)

- Working'!! (2011)

- Uchuu Kyoudai (2012)

- Sword Art Online (2012)

- Tsuritama (2012)
- Ao no Exorcist (2012)

- Shin Sekai Yori (2012)

- Magi: The Labyrinth of Magic (2012)

- Chō Soku Henkei Gyrozetter (2012)

- Ore no Kanojo to Osananajimi ga Shuraba Sugiru (2013)

- Vividred Operation (2013)

- Ore no Imōto ga Konna ni Kawaii Wake ga Nai. (2013)

- Uta No Prince-sama: Maji Love 2000% (2013)

- Servant x Service (2013)

- Magi 2º Temporada (2013)
- Galilei Donna (2013)

- Denpa Kyoushi (2013)

- Gin no Saji (2013)
- Ryuugajou Nanana no Maizoukin (2014)
- Fairy Tail (2014)
- Sword Art Online II: Phantom Bullet (2014)

- Magic Kaito (2014)[1]
- Kuroshitsuji: Book of Circus (2014)
- Aldnoah.Zero (2014)
- Shigatsu wa Kimi no Uso (2014)
- Nanatsu no Taizai (2014)
- Aldnoah.Zero 2nd Season (2015) (co-produção com o Estúdio TROYCA)
- Gate: Jieitai Kano Chi nite, Kaku Tatakaeri (2015)
- Gakusen Toshi Asterisk (2015)
- Gate: Jieitai Kano Chi nite, Kaku Tatakaeri - enryuu (2016)
- Boku Dake ga Inai Machi (2016)
- Hai to Gensou no Grimgar (2016)
- Senjou no Valkyria (2012)
- Ao no exorcist: Kyoto fujouou-hen (2017)
- Fate/Apocrypha (2017)
- Blend-S (2017)
- Eromanga sensei (2017)
- Nanatsu no Taizai (2018)
- Grancrest Senki (2018)
- Darling in the Franxx (2018) (co-produção com o estúdio TRIGGER)
- Persona 5: The Animation (2018)
- Fairy Tail (2018)[2]
- Slow Start (2018)
- Wotaku ni Koi wa Muzukashii (2018)
- Sword Art Online III: Alicization (2018)
- Kaguya-sama: Love is War (2019)
- 86 (2021)
- Visual Prison (2021)
- Lycoris Recoil (2022)
- Engage Kiss (2022)
- Nier: Automata Ver1.1a (2023)
- Mashle (2023)
- Solo Leveling (2024)

### Outros
- Fairy Tail the Movie: The Phoenix Priestess (2012)
- Sword Art Online: Ordinal Scale (2017)